# صدربعل برقة
 صدربعل  بن حملقار برقا (المتوفي في عام 207 ق.م.)، قائد قرطاجي، شارك في الحرب البونيقية الثانية وهو ثاني أبناء حملقار برقا والشقيق الأصغر لحنبعل.

## توليه القيادة في أيبيريا
لا يُعرف سوى القليل عن نشأة صدربعل. ولكنه كان موجوداً عندما نصب قوات أيبيرية كمينا للقرطاجيين. واستطاع هو وأخوه حنبعل النجاة، بعدما أغرى والدهم حملقار برقا الأيبيريين لملاحقته في الاتجاه المعاكس، وغرق في نهر «خوكار».
وعندما قرر حنبعل نقل الحرب إلى إيطاليا، عينه قائداً في أيبيريا وترك تحت قيادته 13,000 جندي مشاة و 2,550 فارس و 21 فيلاً حربياً.
وفي هسبانيا، قاتل صدربعل الرومان تحت قيادة الأخوين جنايوس وبابليوس سكيبيو لست سنوات. قاد جنايوس سكيبيو حملة في عام 218 ق.م، وباغت القرطاجيين على حين غرة وهزمهم في معركة سيسا، فلم يستطع صدربعل أن ينضم بقواته إلى قوات القائد القرطاجي هانو شمال نهر أبرة، وبذلك استطاع الرومان أن ينشئوا قاعدة لجيشهم في طركونة.
في ربيع عام 217 ق.م، قاد صدربعل حملة متجهة شمالاً لمحاربة الرومان، وتولى قيادة الجيش، في حين أمّر نائبه على الأسطول. سار الجيش وبمحاذاته الأسطول ونزلوا عند مصب نهر أبرة. استغل جنايوس سكيبيو ضعف نظام المراقبة في الأسطول القرطاجي، وفاجأ القرطاجيين وسحق وحداتهم البحرية في معركة نهر أبرة، مما إضطر صدربعل للانسحاب دون قتال الجيش الروماني. ثم أمضى صدربعل العام التالي في قمع تمرد القبائل الأيبيرية، بالقرب من قادس.
في نفس العام، أرسلت حكومة قرطاجنة لصدربعل 4,000 جندي مشاة و500 فارس كتعزيزات وأمرته بالسير إلى إيطاليا. غادر صدربعل قرطاجنة وتوجه نحو نهر أبرة، ولكن مُني بهزيمة كبيرة في معركة درتوسا في ربيع عام 215 ق.م. منعت هذه الهزيمة وصول التعزيزات إلى حنبعل من كل من أيبيريا وإفريقية في اللحظة الحاسمة من الحرب، والتي كان للقرطاجيين فيها اليد العليا في إيطاليا. إضطر القرطاجيون بعد ذلك مواجهة الرومان في المنطقة الواقعة بين نهري «أبرة» و«خوكار».

## القيادة المشتركة

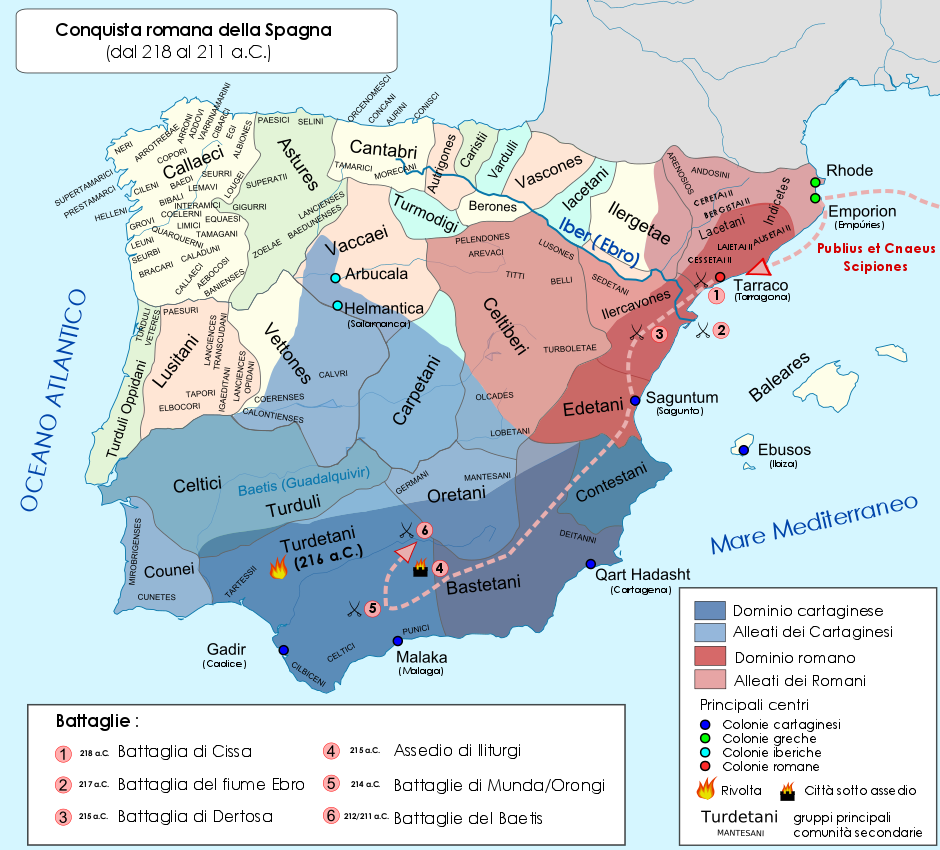
الغزو الروماني لإسبانيا من عام 218 إلى 211 قبل الميلاد. وكان القائدان الرئيسيان هما الأخوين سكيبيو، بوبليوس وجنايوس، اللذان توفيا حوالي عام 212/211 قبل الميلاد.

جعلت هذه الهزيمة ماجو برقا وصدربعل جيسكو اللذان كانا يقودان جيشين آخران في أيبيريا لتوحيد قواهم مع قوات صدربعل برقا، ليخوضوا المعارك ضد قوات الأخوين سكيبيو، وأمضوا الفترة بين 215 ق.م و 212 ق.م. في حرب طاحنة مع الرومان في محاولة منهم لكي لا يفقدوا أي من الأقاليم التي كانت تحت سيطرتهم.
بتحريض من الرومان، قام صيفاقس أحد ملوك النوميدية، بمهاجمة أراضي قرطاجية في إفريقية في عام 213 ق.م. ولما أصبح الوضع في أيبيريا تحت السيطرة القرطاجية، عبر صدربعل برقا بجيش من الأيبيريين إلى إفريقية وسحق قوات صيفاقس في معركة قتل فيها 30,000 نوميدي، وفر صيفاقس إلى موريتانيا. كانت مساعدات ماسينيسا، الأمير النوميدي، لا تقدر بثمن خلال هذه الفترة، فقد عبر إلى أيبيريا مع صدربعل بعد حملته الأفريقية بصحبة 3,000 الخيالة النوميد.
في عام 212 ق.م. استطاعت قوات صدربعل برقا وماجو برقا وصدربعل جيسكو هزيمة الرومان في معركة بيتس العليا، وتدمير الغالبية العظمى من الجيش الروماني في أيبيريا وقتل الأخوين سكيبيو، وبذلك سيطر القرطاجيون في أيبيريا على الأراضي الواقعة شمال نهر أبرة. ومع ذلك، أدى عدم وجود تعاون بين القادة القرطاجيين بعد المعركة إلى تمكن القوة الرومانية الناجية وهي تقدر بـ 8,000 جندي من التمركز شمال نهر أبرة بأمان. تعززت هذه القوة الرومانية بـ 10,000 جندي تحت قيادة كلاوديوس نيرو في عام 211 ق.م. وبقوة أخرى من 10,000 جندي تحت قيادة سكيبيو الإفريقي في عام210 ق.م. والذي أمضى هذا العام في تدريب جيشه وتكوين تحالفات مع القبائل المحلية.
في عام 209 ق.م. أعاد القرطاجيون تقسيم جيشهم في أيبيريا، للسيطرة على القبائل الايبيرية التي كانت بدأت في التمرد. استغل سكيبيو الإفريقي ابتعاد الثلاث جيوش القرطاجية عن قرطاجنة واحتلها. ثم هُزم صدربعل برقا أمام سكيبيو في معركة بيكولا، لكنه تمكن من الانسحاب محافظاً على ثلثي جيشه.

## حملته الثانية على إيطاليا
في نهاية عام 209 ق.م. استدعي صدربعل للانضمام إلى شقيقه حنبعل في إيطاليا. وأفلت من سكيبيو عن طريق عبور جبال البرانس وعبر بلاد الغال بأمان في شتاء عام 208 ق.م. ثم انتظر حتى ربيع عام 207 ق.م. ليشق طريقه عبر جبال الألب في الشمال الإيطالي. استطاع صدربعل عبور جبال الألب في وقت أقل بكثير من شقيقه عندما عبر الطريق نفسه قبل عقد من الزمان، حيث سمحت القبائل الغاليّة لصدربعل وجيشه بالمرور عبر جبال الألب دون مضايقة، بل وعززوا صفوفه بالعديد من الجنود. كشقيقه، نجح صدربعل في جلب الفيلة الحربية، التي نشأت وتدربت في هسبانيا. ثم أرسل صدربعل رسلاً لشقيقه حنبعل ليبشره بالتعزيزات، طامحاً أن يلقاه في جنوب أومبريا. إلا أن هذا لم يتحقق. فقد أمسك الرومان برسل صدربعل، ووجد صدربعل نفسه في مواجهة جيشين رومانيين، وأُجبر على خوض المعركة فهٌزم بشكل حاسم في معركة ميتوريوس.
وفي تلك المعركة، لقي صدربعل برقا حتفه بشجاعة، وقطع رأسه وألقي به في مخيم شقيقه حنبعل كعلامة على هزيمته، في الوقت الذي كان فيه حنبعل لا يمثّل بجثث القناصل الرومان الذين سقطوا في المعارك.
ومن الصعب الحكم على قدرات صدربعل العسكرية، على اعتبارا أننا نعرف عن هزائمه أكثر مما نعرف عن نجاحاته. وإن لم يكن في نفس قدرات حنبعل وسكيبيو الإفريقي، إلا أنه بالتأكيد كان أفضل من معظم القادة القرطاجيين والرومان الذين شاركوا في الحروب البونيقية.

## وصلات خارجية
- Livius.org: Hasdrubal Barca